# بانكاج تريباثي
بانكاج تريباثي هو ممثل هندي ولد في 5 سبتمبر 1976.

## روابط خارجية
- بانكاج تريباثي على موقع IMDb (الإنجليزية)
- بانكاج تريباثي على موقع روتن توميتوز (الإنجليزية)
- بانكاج تريباثي على موقع قاعدة بيانات الفيلم (الإنجليزية)